# Enea Grazioso Lanfranconi
Enea Grazioso Lanfranconi (auch Lafranconi; * 30. Mai 1850 in Pellio Intelvi, Lombardei; † 9. März 1895 in Preßburg) war ein italienisch-österreichischer Techniker und Kunstsammler.

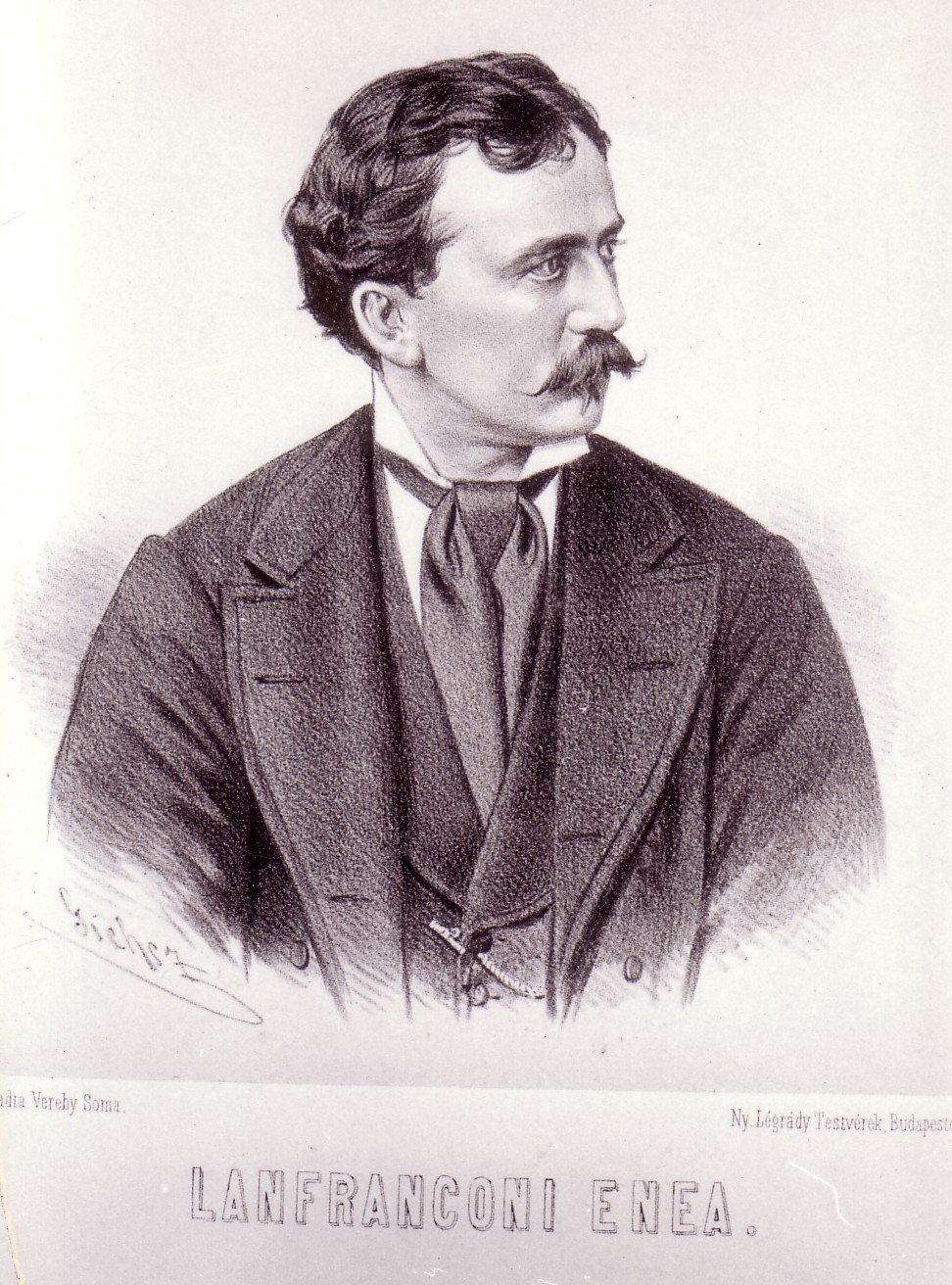
Enea Grazioso Lanfranconi

## Leben und Wirken
Lanfranconi entstammt einer Patrizierfamilie aus Varese. Seine Eltern waren Giovanni Battista Lanfranconi und Maria De Romeri († 1914 in Preßburg). Der Vater arbeitete als Ingenieur am Bau verschiedener Bahnen in Österreich-Ungarn, so der Semmeringbahn, der Ungarischen Westbahn oder der Kaiser Ferdinands-Nordbahn. Er studierte an der Universität Mailand und war ab 1867 in Preßburg wohnhaft, wo er sich der Hydrologie widmete. Sein Vater, der ebenfalls nach Preßburg umsiedelte, erwarb die Granit-Steinbrüche von Theben an der Donau, seine Firma, die Enea vom Vater erbte, lieferte die Wasserbausteine, die im letzten Drittel des 19. Jahrhunderts für den Ausbau und die Regulierungsarbeiten des Donaustromes erforderlich waren.
Er beschäftigte sich hauptsächlich mit Flussregulierungen. So stammen die Pläne der Donauregulierung beginnend von der Marchmündung in Devín bis Klížska Nemá/Gönyű im Komitat Győr-Moson-Sopron von ihm.
Er war auch schon ein Verfechter, aus wirtschaftlichen Gründen eine Wasserverbindung der Donau mit den Flüssen Rhein, Oder und Elbe zu bauen.
Aber auch theoretische Werke verfasste er. Sein erstes Werk erschien 1879 mit dem Titel Über die Wasserstraßen Mittel-Europa's mit besonderer Berücksichtigung der Regulierung des Donau-Stromes zwischen Theben-Gönyű, Preßburg 1879. Dem Werk ist eine hydrographische Karte des besagten Donauabschnittes aus dem Jahre 1879 in Fünffarbendruck beigegeben, welche er mit einem eigenen Kostenaufwand von 60 000 Kronen in 100 Exemplaren drucken ließ. Im Jahr 1882 erschien sein zweites Werk Die Regulierung der Flüsse Ungarns. Auf dem Geographen-Kongress in Venedig erhielt er für sein erstes Werk die Goldmedaille.
Lanfranconi war auch Berater der ungarischen Regierung in Fragen des Hochwasserschutzes sowie der Donauregulierung.

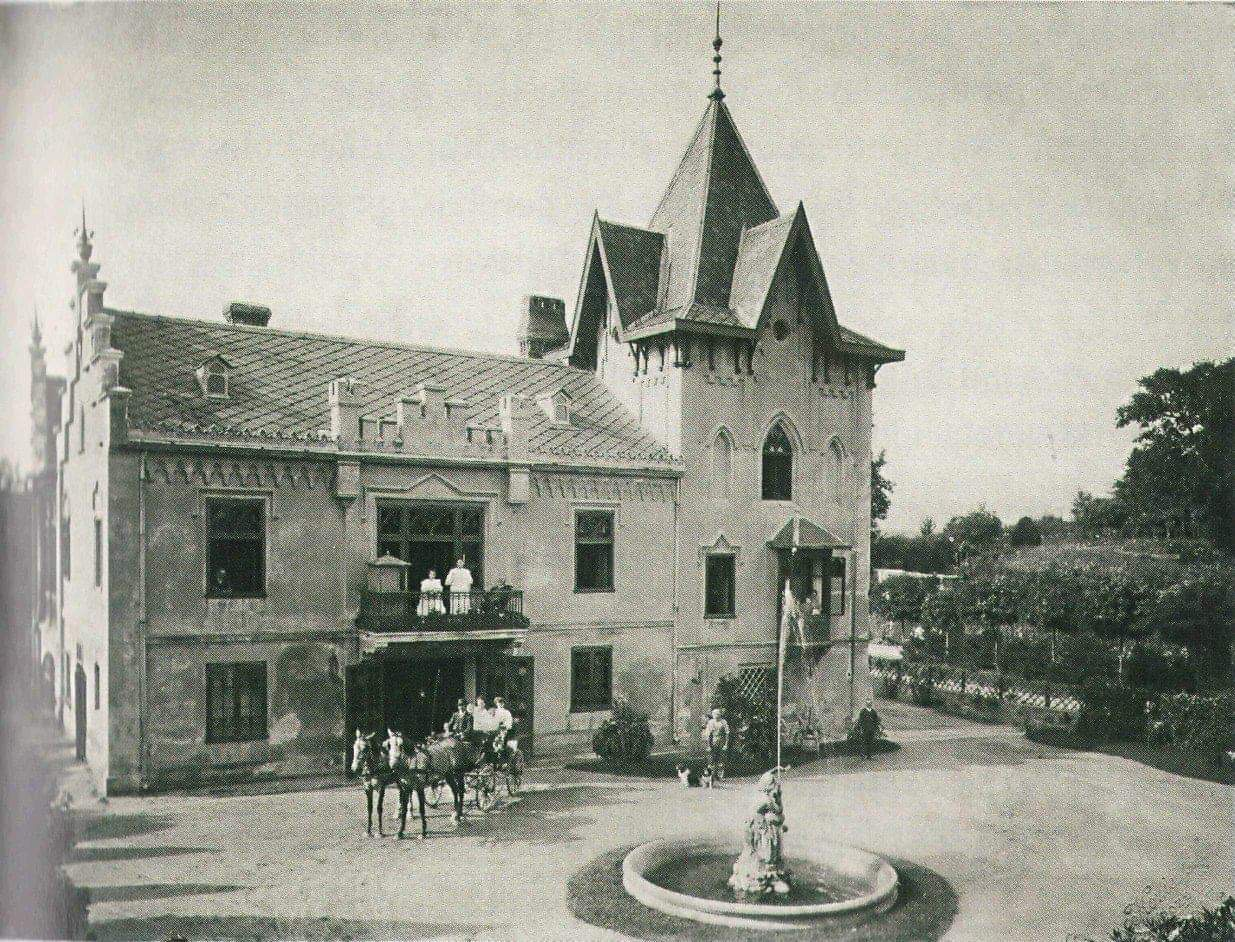
Die Lanfranconi-Villa an der Mündung des Weidritzer Baches in die Donau stammte aus der zweiten Hälfte des 19. Jahrhunderts. Sie wurde in den 1980er-Jahren abgerissen.

An Lanfranconi als Bauunternehmer erinnert auch das palaisartige Gebäude auf der Ostseite des ehemaligen Krönungshügelplatzes in Preßburg. Das 3-stöckige Gebäude wurde für Lanfranconi in den Jahren 1876/1877 vom Preßburger Architekten Ignaz Feigler jr. im eklektischen Baustil konzipiert und realisiert.
In den späteren Jahren widmete er sich mehr der Archäologie und Kunst. Als Kunstsammler hinterließ er eine große Anzahl von Büchern vor allem über die russisch-türkischen Kriege sowie Bildbände. Auch etwa 3000 Ansichten ungarischer Städte aus dem 15. bis 18. Jahrhundert befanden sich in seiner Sammlung. 2100 Bände befinden sich heute in der Széchényi-Nationalbibliothek in Budapest. Seine aus 20 000 Blättern bestehende Landkartensammlung (darunter Pläne von Burgen und Schlössern, hydrographische Flusskarten etc.) wurde nach seinem Tode vom Königreich Ungarn käuflich erworben. Der Rest, darunter bedeutende Gemälde und vor allem wertvolle Kupferstiche, wurde im Oktober 1895 bei einer Auktion in Köln versteigert.

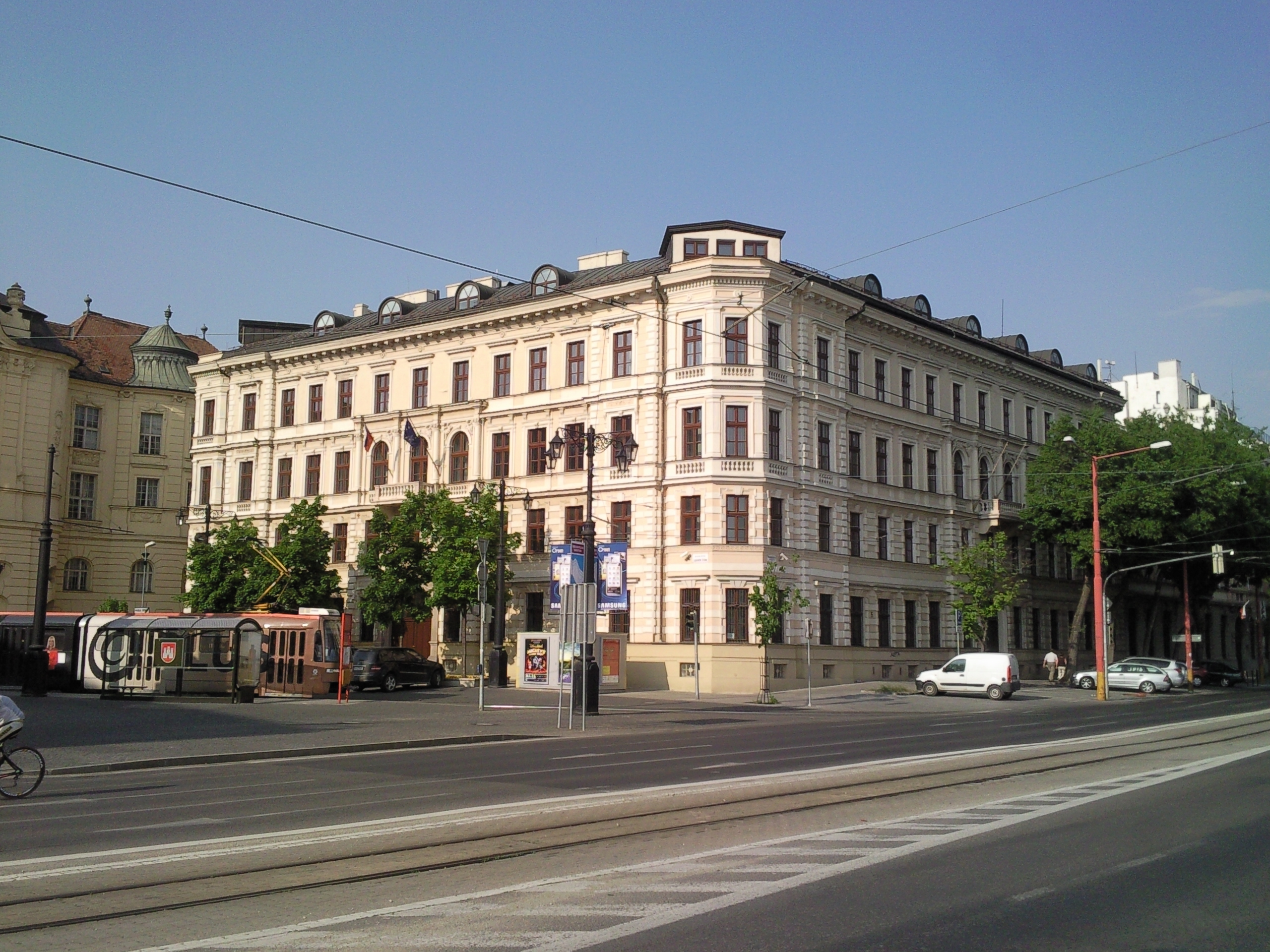
Das Lanfranconi-Palais in Preßburg

Lanfranconi war auch mit zahlreichen ungarischen Historikern und Archäologen in engem Kontakt. Aufsehen erregt er auch mit Forschungen über Árpád, dessen Grab er bei Deutsch-Altenburg vermutete.
Wegen seiner Verdienste um Wissenschaft und Kultur war Lanfranconi Träger höchster Auszeichnungen. Im August 1894 wurde er zum Ritter des Komturkreuzes des Franz-Joseph-Ordens ernannt. Außerdem war er Träger höchster rumänischer und serbischer Orden. Aber auch bei zahlreichen humanitären Einrichtungen war er Mitglied und galt als spendenfreudiger Philanthrop. In seiner Wahlheimat Preßburg unterstützte und förderte er zahlreiche humanitäre und karitative Einrichtungen.
Seine Gattin, Chlotilde geb. Bogen, musste er aufgrund monatelanger Krankheit pflegen. Am 9. März 1895 nahm er sich aus nicht bekannten Gründen das Leben. Sein Grab befindet sich in Varese.
Enea Lanfranconi hatte zwei Brüder: Romeo (?) und Luigi (* 1858, † 1920). Sein Bruder Luigi (* 1858, † 1920) war Bauunternehmer und Finanzmann, der ebenfalls in Preßburg am wirtschaftlichen und sozialen Leben der Stadt regen Anteil hatte. Die Firma der Lanfranconis existierte bis zum Beginn des Zweiten Weltkrieges. Die Familie sah sich jedoch gezwungen am Karsamstag, den 31. März 1945 – noch vor den Einmarsch der Roten Armee – mit Hilfe der italienischen Gesandtschaft Preßburg für immer zu verlassen.

## Auszeichnungen
Neben dem Titel Baurat war er Träger des Ritter- und Komturkreuzes des Franz-Joseph-Ordens.

## Würdigung
Die 1991 fertiggestellte Donaubrücke bei Bratislava trägt den Namen Lafranconi-Brücke.

### Preßburger Zeitung
Preßburger Zeitung vom 10. März 1895, Seiten 2 und 3

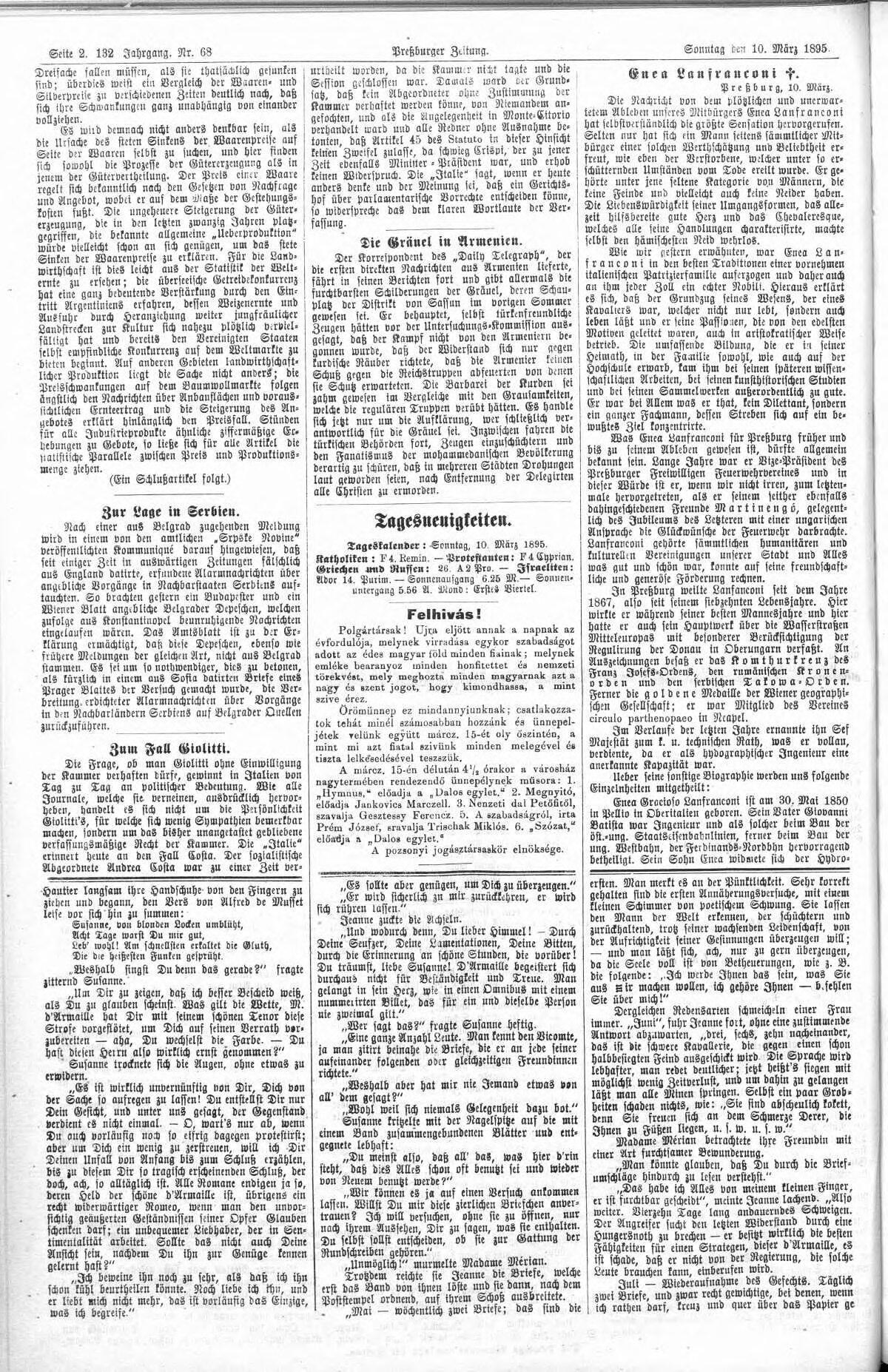
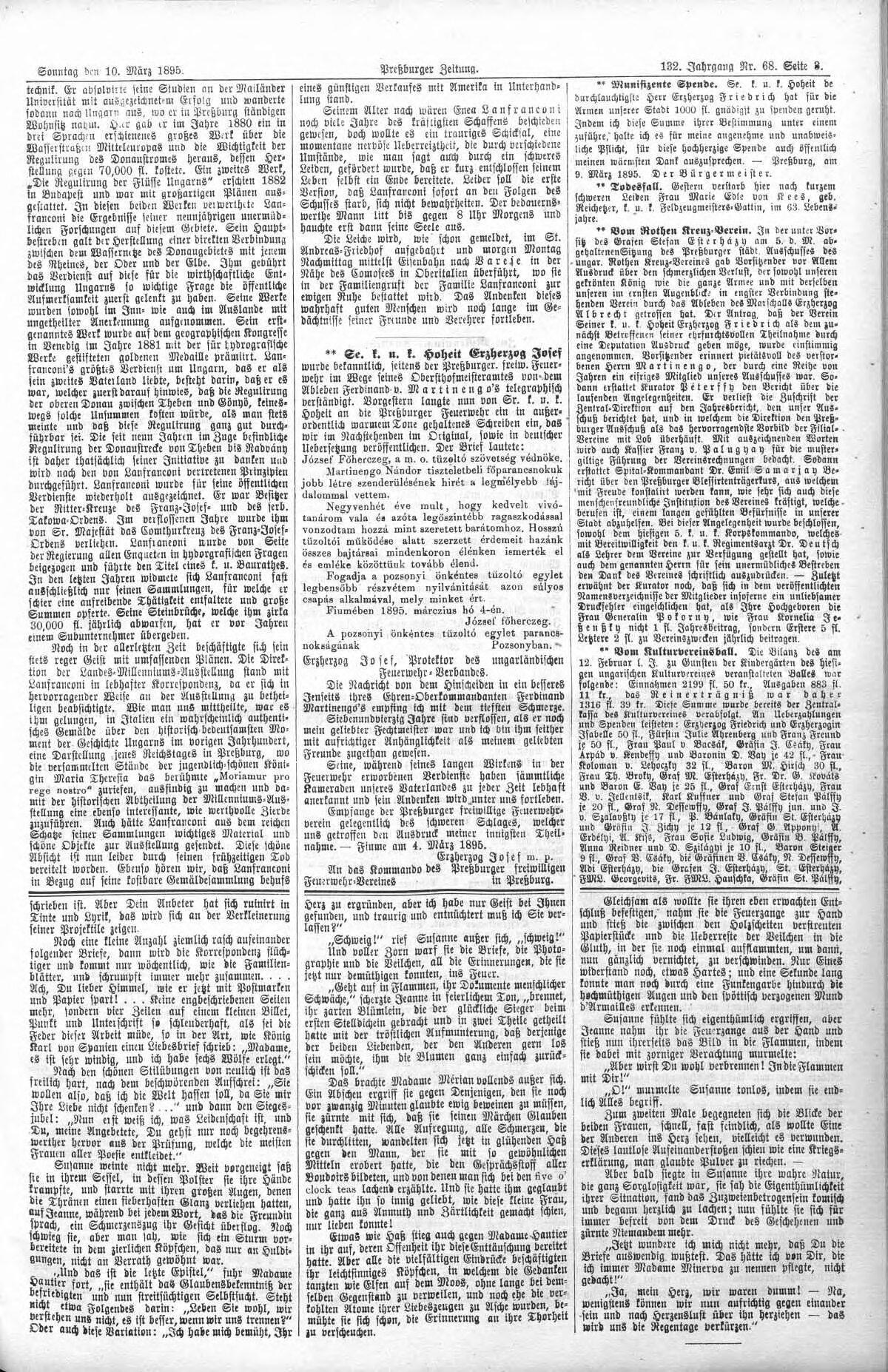